# Nicolas Mondejar
Nicolas Mollenedo Mondejar (ur. 15 września 1924 w Cabatuan, zm. 10 lutego 2019 w San Carlos) – filipiński duchowny rzymskokatolicki, w latach 1987-2001 biskup San Carlos.

## Życiorys
Święcenia kapłańskie przyjął 4 kwietnia 1953. 17 lipca 1970 został prekonizowany biskupem pomocniczym Cebu ze stolicą tytularną Grumentum. Sakrę biskupią otrzymał 30 sierpnia 1970. 19 grudnia 1974 został mianowany biskupem Romblon, a 21 listopada 1987 biskupem San Carlos. 25 lipca 2001 przeszedł na emeryturę.